# Eupithecia albertiata
Eupithecia albertiata är en fjärilsart som beskrevs av Schütze 1961. Eupithecia albertiata ingår i släktet Eupithecia och familjen mätare. Inga underarter finns listade i Catalogue of Life.